# Paradiancistrus cuyoensis
Paradiancistrus cuyoensis är en fiskart som beskrevs av Schwarzhans, Møller och Nielsen 2005. Paradiancistrus cuyoensis ingår i släktet Paradiancistrus och familjen Bythitidae. IUCN kategoriserar arten globalt som sårbar. Inga underarter finns listade i Catalogue of Life.